# Fulvio Collovati
Fulvio Collovati (Teor, 9 maggio 1957) è un ex calciatore e dirigente sportivo italiano, di ruolo difensore. Con la nazionale italiana si è laureato campione del mondo nel 1982.

## Caratteristiche tecniche
Difensore, all'inizio terzino destro e successivamente centrale, era dotato di una buona tecnica individuale. Veniva impiegato in marcatura, dove faceva valere la propria abilità nel gioco aereo e nell'anticipo sull'attaccante avversario; per queste sue doti, viene considerato l'erede di Roberto Rosato al Milan.

## Carriera

### Giocatore

#### Club

##### Milan

Collovati in azione al Milan nella stagione 1978-1979

Nato in Friuli ma cresciuto dall'età di 7 anni a Milano, viene scoperto da Giovanni Trapattoni mentre a 13 anni giocava nell'oratorio di Limbiate, crebbe nelle giovanili del Milan con le quali perse due finali del Torneo di Viareggio, nel 1976 e 1977, venendo premiato anche come miglior giocatore, e partecipò nel 1977 alla vittoria della Blue Stars/FIFA Youth Cup. Esordì in Serie A con i rossoneri nella stagione 1976-1977, sotto la guida di Pippo Marchioro il quale lo impiegò come riserva di Angelo Anquilletti e Giuseppe Sabadini, scendendo in campo 11 volte e conquistando la Coppa Italia.
Nella stagione seguente, con Nils Liedholm in panchina, giocò con più regolarità (25 presenze e 1 gol), ma la consacrazione definitiva avvenne nell'annata 1978-1979 dove disputò 27 partite contribuendo, come uno dei punti di forza della difesa rossonera, allo scudetto della stella. Al termine della successiva stagione il Milan venne condannato alla retrocessione in Serie B per illecito sportivo, e a differenza di altri giocatori Collovati seguì la squadra rossonera fra i cadetti, giocando 36 partite con due reti e riconquistando la massima serie.
Nell'estate 1981 venne nominato nuovo capitano milanista, in sostituzione di Aldo Maldera; tuttavia al termine dell'annata 1981-1982 il Milan retrocedette nuovamente in serie cadetta, questa volta sul campo, subendo una dura contestazione che non risparmiò Collovati, il quale tra le altre cose venne colpito da un sasso lanciato dagli spalti da un tifoso rossonero durante una partita a Como. La fallimentare stagione segnò la fine dell'esperienza in rossonero del difensore.

##### Inter
Collovati, nel frattempo diventato campione del mondo con la nazionale, durante l'estate 1982 preferì lasciare il turbolento ambiente del Milan per accasarsi ai rivali cittadini dell'Inter (in cambio di Pasinato, Canuti e Serena), anche a causa di sopravvenuti dissidi con la società rossonera; per questo fu accusato di tradimento dai tifosi milanisti, e la stampa gli affibbiò il soprannome di "ingrato transfuga".
In nerazzurro disputò quattro stagioni da titolare, le prime due in comproprietà con il Milan, e quindi acquistato definitivamente dalla società interista; qui raggiunse per due anni di fila le semifinali di Coppa UEFA, nel 1984-1985 e 1985-1986, tuttavia sul piano personale perse parte della freschezza atletica delle stagioni precedenti, venendo anche impiegato come libero dall'allenatore Mario Corso.

##### Udinese, Roma e Genoa

Collovati al Genoa nella stagione 1989-1990

Dopo il Mondiale in Messico, escluso dai piani tecnici dell'Inter, si trasferì nell'ottobre 1986 all'Udinese, con cui rimase però solo una stagione (20 partite e 2 reti) conclusasi con la retrocessione, a causa della penalizzazione di 9 punti inflitta alla squadra friulana.
Nel 1987, a 30 anni, il suo ex tecnico Liedholm lo portò alla Roma, dove disputò due ottime stagioni; in particolare, nella prima giocò in coppia con Gianluca Signorini al centro della difesa. Durante l'esperienza giallorossa segnò un solo gol in campionato, nella trasferta del 27 settembre 1987 sul campo dell'Avellino, in cui i capitolini si imposero per 3-2.
Richiesto da Franco Scoglio, chiuse la carriera nel Genoa con cui giocò per quattro anni, dal 1989 al 1993, tutti disputati in Serie A; con la formazione rossoblù, in seguito passata nelle mani di Osvaldo Bagnoli, raggiunse il quarto posto nel campionato di Serie A 1990-1991 e le semifinali della Coppa UEFA 1991-1992, migliori risultati del grifone dal secondo dopoguerra.

#### Nazionale
Convocato dal commissario tecnico Enzo Bearzot, esordì in nazionale il 24 febbraio 1979, a 21 anni, nella partita amichevole Italia-Paesi Bassi (3-0) disputata a Milano. Divenne subito titolare, e realizzò la sua prima rete in azzurro il 16 febbraio 1980, nella gara amichevole vinta per 2-1 contro la Romania a Napoli.
Nonostante la fresca retrocessione in serie cadetta con il Milan, prese parte al campionato d'Europa 1980 dove l'Italia, paese ospitante, si classificò quarta: Collovati fallì il rigore decisivo nella finale per il terzo posto contro la Cecoslovacchia.

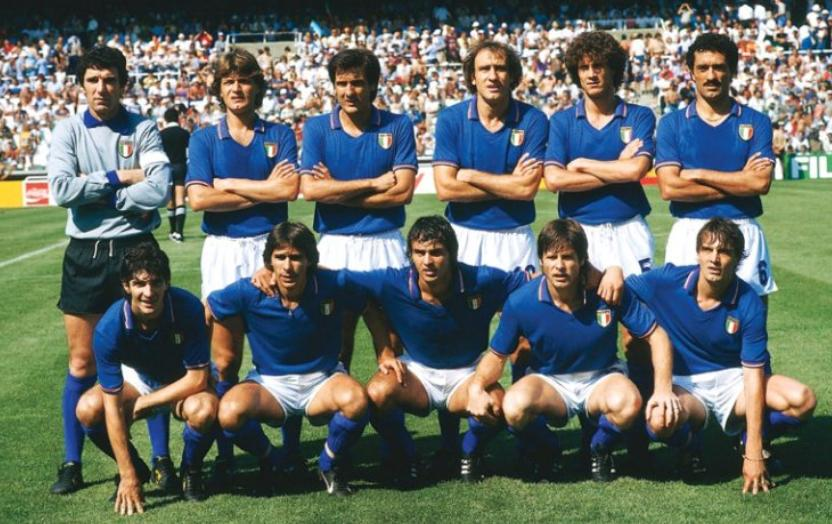
Collovati (in piedi, secondo da destra) nell'Italia campione del mondo a

Due anni dopo fu tra i protagonisti della vittoriosa spedizione azzurra al campionato del mondo 1982 in Spagna, dove disputò, da titolare e con ottimo rendimento, tutte le gare della manifestazione fino alla finale dell'11 luglio 1982, vinta 3-1 contro la Germania Ovest. Al termine del torneo venne inserito nel Top 11 dei Mondiali.
Dopo il campionato del mondo partecipò alle qualificazioni al campionato d'Europa 1984 per il quale l'Italia non riuscì a qualificarsi; dopodiché perse il posto da titolare come stopper a favore di Vierchowod. Collovati rimase comunque nel gruppo, e il 2 giugno 1985 scese in campo per la prima volta con la fascia di capitano nella partita amichevole contro il Messico (1-1) disputata allo Stadio Azteca di Città del Messico.
Partecipò infine al campionato del mondo 1986 dove fu impiegato unicamente nella terza gara del girone, la partita del 10 giugno vinta 3-2 contro la Corea del Sud, che rimane la sua ultima presenza in maglia azzurra.
Con la nazionale ha totalizzato 50 presenze e realizzato 3 gol.

### Dirigente
Nel triennio 2001-2004 ricopre l'incarico di direttore sportivo del Piacenza.
L'11 settembre 2015 rileva, assieme all'imprenditore Testa, la Pro Patria di Busto Arsizio: ne diventa consigliere d'amministrazione ed è nominato amministratore delegato e direttore generale. Il successivo 6 novembre si dimette dalle cariche, conservando però il seggio nel consiglio d'amministrazione del club.

### Dopo il ritiro
Dopo il ritiro dal calcio giocato ha prodotto e condotto numerose trasmissioni televisive, sia nazionali che locali. Ha condotto con la moglie Caterina su Canale Italia Sfoghi di calcio, sull'emittente ligure Telenord la trasmissione sportiva Il derby del Lunedì, e Il Campionato dei Campioni in onda su Odeon TV.
Nel 2006 e nel 2010 è stato opinionista nella trasmissione Rai Notti Mondiali. Ha ricoperto lo stesso ruolo in diverse edizioni della La Domenica Sportiva dal 2006 al 2014, mentre nel 2012 è telecronista al campionato d'Europa 2012. Nel novembre del 2014 è uno dei giudici, insieme a Fabio Galante e Nicola Berti, del talent calcistico Leyton Orient condotto da Simona Ventura su Agon Channel.
È inoltre consulente e uomo immagine della società Sport Plus 4 You che si occupa di procura sportiva, impianti sportivi, e marketing. Sposatosi con la giornalista napoletana Caterina Cimmino, anche lei apparsa in numerosi programmi a sfondo sportivo, ha due figlie: Celeste e Clementina.
Da fine gennaio 2018, è opinionista della neonata emittente radiofonica RMC Sport Network.
È stato inoltre ospite fisso a Quelli che il calcio, fino alla stagione 2018-2019 del programma. Nel 2022 per i Mondiali in Qatar è opinionista de Il circolo dei Mondiali su Rai 1. Nell'aprile del 2024 insieme a Sebino Nela è bordocampista in occasione dell'andata dei quarti di finale di Europa League Milan-Roma.

## Statistiche

### Presenze e reti nei club
| Stagione        | Squadra         | Campionato      | Campionato | Campionato | Coppe nazionali | Coppe nazionali | Coppe nazionali | Coppe continentali | Coppe continentali | Coppe continentali | Altre coppe | Altre coppe | Altre coppe | Totale | Totale |
| Stagione        | Squadra         | Comp            | Pres       | Reti       | Comp            | Pres            | Reti            | Comp               | Pres               | Reti               | Comp        | Pres        | Reti        | Pres   | Reti   |
| --------------- | --------------- | --------------- | ---------- | ---------- | --------------- | --------------- | --------------- | ------------------ | ------------------ | ------------------ | ----------- | ----------- | ----------- | ------ | ------ |
| 1975-1976       | Milan           | A               | 0          | 0          | CI              | 2               | 0               | CU                 | 0                  | 0                  | -           | -           | -           | 2      | 0      |
| 1976-1977       | Milan           | A               | 11         | 0          | CI              | 3               | 0               | CU                 | 0                  | 0                  | -           | -           | -           | 14     | 0      |
| 1977-1978       | Milan           | A               | 25         | 1          | CI              | 4               | 0               | CdC                | 0                  | 0                  | -           | -           | -           | 28     | 1      |
| 1978-1979       | Milan           | A               | 27         | 0          | CI              | 2               | 0               | CU                 | 2                  | 0                  | -           | -           | -           | 31     | 0      |
| 1979-1980       | Milan           | A               | 30         | 0          | CI              | 6               | 1               | CC                 | 2                  | 0                  | -           | -           | -           | 38     | 1      |
| 1980-1981       | Milan           | B               | 36         | 2          | CI              | 3               | 0               | -                  | -                  | -                  | -           | -           | -           | 39     | 2      |
| 1981-1982       | Milan           | A               | 29         | 1          | CI              | 4               | 1               | -                  | -                  | -                  | CM          | 5           | 1           | 38     | 3      |
| Totale Milan    | Totale Milan    | Totale Milan    | 158        | 4          |                 | 24              | 2               |                    | 4                  | 0                  |             | 5           | 1           | 190    | 7      |
| 1982-1983       | Inter           | A               | 28         | 0          | CI              | 9               | 1               | CdC                | 6                  | 0                  | -           | -           | -           | 36     | 1      |
| 1983-1984       | Inter           | A               | 27         | 1          | CI              | 5               | 0               | CU                 | 6                  | 2                  | -           | -           | -           | 36     | 3      |
| 1984-1985       | Inter           | A               | 29         | 2          | CI              | 10              | 0               | CU                 | 9                  | 0                  | -           | -           | -           | 47     | 2      |
| 1985-1986       | Inter           | A               | 25         | 0          | CI              | 6               | 1               | CU                 | 8                  | 0                  | TE          | 0           | 0           | 39     | 1      |
| Totale Inter    | Totale Inter    | Totale Inter    | 109        | 3          |                 | 30              | 2               |                    | 29                 | 2                  |             | 0           | 0           | 168    | 7      |
| 1986-1987       | Udinese         | A               | 20         | 2          | CI              | 0               | 0               | -                  | -                  | -                  | -           | -           | -           | 20     | 2      |
| 1987-1988       | Roma            | A               | 26         | 1          | CI              | 6               | 0               | -                  | -                  | -                  | -           | -           | -           | 32     | 1      |
| 1988-1989       | Roma            | A               | 19+1       | 0          | CI              | 8               | 0               | CU                 | 3                  | 0                  | -           | -           | -           | 31     | 0      |
| Totale Roma     | Totale Roma     | Totale Roma     | 45+1       | 1+0        |                 | 14              | 0               |                    | 3                  | 0                  |             | -           | -           | 63     | 1      |
| 1989-1990       | Genoa           | A               | 29         | 0          | CI              | 2               | 0               | -                  | -                  | -                  | CM          | 1           | 0           | 32     | 0      |
| 1990-1991       | Genoa           | A               | 17         | 0          | CI              | 3               | 0               | -                  | -                  | -                  | -           | -           | -           | 20     | 0      |
| 1991-1992       | Genoa           | A               | 18         | 0          | CI              | 3               | 0               | CU                 | 3                  | 0                  | -           | -           | -           | 24     | 0      |
| 1992-1993       | Genoa           | A               | 8          | 0          | CI              | 5               | 0               | -                  | -                  | -                  | -           | -           | -           | 13     | 0      |
| Totale Genoa    | Totale Genoa    | Totale Genoa    | 72         | 0          |                 | 13              | 0               |                    | 3                  | 0                  |             | 1           | 0           | 89     | 0      |
| Totale carriera | Totale carriera | Totale carriera | 404+1      | 10+0       |                 | 81              | 4               |                    | 39                 | 2                  |             | 6           | 1           | 530    | 16     |

### Cronologia presenze e reti in nazionale
| Cronologia completa delle presenze e delle reti in nazionale ― Italia | Cronologia completa delle presenze e delle reti in nazionale ― Italia | Cronologia completa delle presenze e delle reti in nazionale ― Italia | Cronologia completa delle presenze e delle reti in nazionale ― Italia | Cronologia completa delle presenze e delle reti in nazionale ― Italia | Cronologia completa delle presenze e delle reti in nazionale ― Italia | Cronologia completa delle presenze e delle reti in nazionale ― Italia | Cronologia completa delle presenze e delle reti in nazionale ― Italia |
| Data                                                                  | Città                                                                 | In casa                                                               | Risultato                                                             | Ospiti                                                                | Competizione                                                          | Reti                                                                  | Note                                                                  |
| --------------------------------------------------------------------- | --------------------------------------------------------------------- | --------------------------------------------------------------------- | --------------------------------------------------------------------- | --------------------------------------------------------------------- | --------------------------------------------------------------------- | --------------------------------------------------------------------- | --------------------------------------------------------------------- |
| 24-2-1979                                                             | Milano                                                                | Italia                                                                | 3 – 0                                                                 | Paesi Bassi                                                           | Amichevole                                                            | -                                                                     |                                                                       |
| 26-5-1979                                                             | Roma                                                                  | Italia                                                                | 2 – 2                                                                 | Argentina                                                             | Amichevole                                                            | -                                                                     |                                                                       |
| 13-6-1979                                                             | Zagabria                                                              | Jugoslavia                                                            | 4 – 1                                                                 | Italia                                                                | Amichevole                                                            | -                                                                     |                                                                       |
| 26-9-1979                                                             | Firenze                                                               | Italia                                                                | 1 – 0                                                                 | Svezia                                                                | Amichevole                                                            | -                                                                     |                                                                       |
| 17-11-1979                                                            | Udine                                                                 | Italia                                                                | 2 – 0                                                                 | Svizzera                                                              | Amichevole                                                            | -                                                                     |                                                                       |
| 16-2-1980                                                             | Napoli                                                                | Italia                                                                | 2 – 1                                                                 | Romania                                                               | Amichevole                                                            | 1                                                                     |                                                                       |
| 15-3-1980                                                             | Milano                                                                | Italia                                                                | 1 – 0                                                                 | Uruguay                                                               | Amichevole                                                            | -                                                                     |                                                                       |
| 19-4-1980                                                             | Torino                                                                | Italia                                                                | 2 – 2                                                                 | Polonia                                                               | Amichevole                                                            | -                                                                     |                                                                       |
| 12-6-1980                                                             | Milano                                                                | Italia                                                                | 0 – 0                                                                 | Spagna                                                                | Euro 1980 - 1º turno                                                  | -                                                                     |                                                                       |
| 15-6-1980                                                             | Torino                                                                | Italia                                                                | 1 – 0                                                                 | Inghilterra                                                           | Euro 1980 - 1º turno                                                  | -                                                                     |                                                                       |
| 18-6-1980                                                             | Roma                                                                  | Italia                                                                | 0 – 0                                                                 | Belgio                                                                | Euro 1980 - 1º turno                                                  | -                                                                     |                                                                       |
| 21-6-1980                                                             | Napoli                                                                | Cecoslovacchia                                                        | 1 – 1 dts (9 – 8 dtr)                                                 | Italia                                                                | Euro 1980 - Finale 3º posto                                           | -                                                                     | [ 27 ]                                                                |
| 24-9-1980                                                             | Genova                                                                | Italia                                                                | 3 – 1                                                                 | Portogallo                                                            | Amichevole                                                            | -                                                                     |                                                                       |
| 11-10-1980                                                            | Lussemburgo                                                           | Lussemburgo                                                           | 0 – 2                                                                 | Italia                                                                | Qual. Mondiali 1982                                                   | 1                                                                     |                                                                       |
| 1-11-1980                                                             | Roma                                                                  | Italia                                                                | 2 – 0                                                                 | Danimarca                                                             | Qual. Mondiali 1982                                                   | -                                                                     |                                                                       |
| 15-11-1980                                                            | Torino                                                                | Italia                                                                | 2 – 0                                                                 | Jugoslavia                                                            | Qual. Mondiali 1982                                                   | -                                                                     |                                                                       |
| 6-12-1980                                                             | Atene                                                                 | Grecia                                                                | 0 – 2                                                                 | Italia                                                                | Qual. Mondiali 1982                                                   | -                                                                     |                                                                       |
| 25-2-1981                                                             | Roma                                                                  | Italia                                                                | 0 – 3                                                                 | Europa                                                                | Amichevole                                                            | -                                                                     |                                                                       |
| 3-6-1981                                                              | Copenaghen                                                            | Danimarca                                                             | 3 – 1                                                                 | Italia                                                                | Qual. Mondiali 1982                                                   | -                                                                     |                                                                       |
| 23-9-1981                                                             | Bologna                                                               | Italia                                                                | 3 – 2                                                                 | Bulgaria                                                              | Amichevole                                                            | -                                                                     |                                                                       |
| 17-10-1981                                                            | Belgrado                                                              | Jugoslavia                                                            | 1 – 1                                                                 | Italia                                                                | Qual. Mondiali 1982                                                   | -                                                                     |                                                                       |
| 14-11-1981                                                            | Torino                                                                | Italia                                                                | 1 – 1                                                                 | Grecia                                                                | Qual. Mondiali 1982                                                   | -                                                                     |                                                                       |
| 5-12-1981                                                             | Napoli                                                                | Italia                                                                | 1 – 0                                                                 | Lussemburgo                                                           | Qual. Mondiali 1982                                                   | 1                                                                     |                                                                       |
| 23-2-1982                                                             | Parigi                                                                | Francia                                                               | 2 – 0                                                                 | Italia                                                                | Amichevole                                                            | -                                                                     |                                                                       |
| 14-4-1982                                                             | Lipsia                                                                | Germania Est                                                          | 1 – 0                                                                 | Italia                                                                | Amichevole                                                            | -                                                                     |                                                                       |
| 28-5-1982                                                             | Ginevra                                                               | Svizzera                                                              | 1 – 1                                                                 | Italia                                                                | Amichevole                                                            | -                                                                     |                                                                       |
| 14-6-1982                                                             | Vigo                                                                  | Italia                                                                | 0 – 0                                                                 | Polonia                                                               | Mondiali 1982 - 1º turno                                              | -                                                                     |                                                                       |
| 18-6-1982                                                             | Vigo                                                                  | Italia                                                                | 1 – 1                                                                 | Perù                                                                  | Mondiali 1982 - 1º turno                                              | -                                                                     |                                                                       |
| 23-6-1982                                                             | Vigo                                                                  | Italia                                                                | 1 – 1                                                                 | Camerun                                                               | Mondiali 1982 - 1º turno                                              | -                                                                     |                                                                       |
| 29-6-1982                                                             | Barcellona                                                            | Italia                                                                | 2 – 1                                                                 | Argentina                                                             | Mondiali 1982 - 2º turno                                              | -                                                                     |                                                                       |
| 5-7-1982                                                              | Barcellona                                                            | Italia                                                                | 3 – 2                                                                 | Brasile                                                               | Mondiali 1982 - 2º turno                                              | -                                                                     | 34’                                                                   |
| 8-7-1982                                                              | Barcellona                                                            | Italia                                                                | 2 – 0                                                                 | Polonia                                                               | Mondiali 1982 - Semifinale                                            | -                                                                     |                                                                       |
| 11-7-1982                                                             | Madrid                                                                | Italia                                                                | 3 – 1                                                                 | Germania Ovest                                                        | Mondiali 1982 - Finale                                                | -                                                                     | [ 28 ]                                                                |
| 27-10-1982                                                            | Roma                                                                  | Italia                                                                | 0 – 1                                                                 | Svizzera                                                              | Amichevole                                                            | -                                                                     | 84’                                                                   |
| 13-11-1982                                                            | Milano                                                                | Italia                                                                | 2 – 2                                                                 | Cecoslovacchia                                                        | Qual. Euro 1984                                                       | -                                                                     |                                                                       |
| 4-12-1982                                                             | Firenze                                                               | Italia                                                                | 0 – 0                                                                 | Romania                                                               | Qual. Euro 1984                                                       | -                                                                     |                                                                       |
| 12-2-1983                                                             | Limassol                                                              | Cipro                                                                 | 1 – 1                                                                 | Italia                                                                | Qual. Euro 1984                                                       | -                                                                     |                                                                       |
| 16-4-1983                                                             | Bucarest                                                              | Romania                                                               | 1 – 0                                                                 | Italia                                                                | Qual. Euro 1984                                                       | -                                                                     |                                                                       |
| 29-5-1983                                                             | Göteborg                                                              | Svezia                                                                | 2 – 0                                                                 | Italia                                                                | Qual. Euro 1984                                                       | -                                                                     |                                                                       |
| 22-12-1983                                                            | Perugia                                                               | Italia                                                                | 3 – 1                                                                 | Cipro                                                                 | Qual. Euro 1984                                                       | -                                                                     | 46’                                                                   |
| 4-2-1984                                                              | Roma                                                                  | Italia                                                                | 5 – 0                                                                 | Messico                                                               | Amichevole                                                            | -                                                                     | 52’                                                                   |
| 26-5-1984                                                             | Toronto                                                               | Canada                                                                | 0 – 2                                                                 | Italia                                                                | Amichevole                                                            | -                                                                     | 82’                                                                   |
| 30-5-1984                                                             | New York                                                              | Stati Uniti                                                           | 0 – 0                                                                 | Italia                                                                | Amichevole                                                            | -                                                                     | 73’                                                                   |
| 26-9-1984                                                             | Milano                                                                | Italia                                                                | 1 – 0                                                                 | Svezia                                                                | Amichevole                                                            | -                                                                     | 85’                                                                   |
| 3-4-1985                                                              | Ascoli Piceno                                                         | Italia                                                                | 2 – 0                                                                 | Portogallo                                                            | Amichevole                                                            | -                                                                     | 79’                                                                   |
| 2-6-1985                                                              | Città del Messico                                                     | Messico                                                               | 1 – 1                                                                 | Italia                                                                | Amichevole                                                            | -                                                                     | Cap.                                                                  |
| 6-6-1985                                                              | Città del Messico                                                     | Italia                                                                | 2 – 1                                                                 | Inghilterra                                                           | Amichevole                                                            | -                                                                     | Cap. 46’                                                              |
| 16-11-1985                                                            | Chorzów                                                               | Polonia                                                               | 1 – 0                                                                 | Italia                                                                | Amichevole                                                            | -                                                                     |                                                                       |
| 11-5-1986                                                             | Napoli                                                                | Italia                                                                | 2 – 0                                                                 | Cina                                                                  | Amichevole                                                            | -                                                                     | 82’                                                                   |
| 10-6-1986                                                             | Puebla                                                                | Italia                                                                | 3 – 2                                                                 | Corea del Sud                                                         | Mondiali 1986 - 1º turno                                              | -                                                                     |                                                                       |
| Totale                                                                |                                                                       | Presenze                                                              | 50                                                                    |                                                                       | Reti                                                                  | 3                                                                     |                                                                       |

## Palmarès

### Club

#### Competizioni giovanili
- Blue Stars/FIFA Youth Cup: 1

Milan: 1977

#### Competizioni nazionali
- Coppa Italia: 1

Milan: 1976-1977
- Campionato italiano: 1

Milan: 1978-1979
- Campionato italiano di Serie B: 1

Milan: 1980-1981

#### Competizioni internazionali
- Coppa Mitropa: 1

Milan: 1982

### Nazionale
- Campionato mondiale: 1

Spagna 1982

### Individuale
- Top 11 ai Mondiali: 1 [16]

Spagna 1982